# Skorupiaki niższe
Skorupiaki niższe, członowce, podraczki (Entomostraca) – wyróżniany dawniej parafiletyczny takson skorupiaków (w zależności od autora w randze działu systematycznego, gromady lub podgromady). Obejmował zwierzęta wyłącznie wodne, w większości przypadków o drobnych rozmiarach ciała. Ich ośrodkowy układ nerwowy ma mózg złożony tylko z przodomóżdża i śródmóżdża (brak tyłomożdża). Odnóża na tułowiu oraz czułki drugiej pary są najczęściej dwugałęziowe. Odwłok w większości przypadków pozbawiony jest odnóży.
Zaliczano doń:
- podkowiastogłowe (Cephalocarida) – obecnie zaliczane do kladu Altocrustacea, najczęściej do Allotriocarida[2]
- skrzelonogi (Branchiopoda) – obecnie zaliczane do Altocrustacea[2]
- łopatonogi (Remipedia) – obecnie zaliczane do Altocrustacea, często wraz z sześcionogami do Labiocarida[2]
- wąsoraczki (Mystacocarida) – obecnie zaliczane do nadgromady Oligostraca[3]
- tarczenice (Branchiura) – obecnie zaliczane do gromady Ichthyostraca w nadgromadzie Oligostraca[3]
- widłonogi (Copepoda) – obecnie zaliczane do gromady Hexanauplia[4] w obrębie kladów Altocrustacea i Multicrustacea[2]
- Tantulocarida – obecnie zaliczane do gromady Hexanauplia[4] w obrębie kladów Altocrustacea i Multicrustacea[2]
- wąsonogi (Cirripedia) – obecnie zaliczane do podgromady Thecostraca i gromady Hexanauplia[4] w obrębie kladów Altocrustacea i Multicrustacea[2]
- małżoraczki (Ostracoda) – obecnie zaliczane do nadgromady Oligostraca[3]